# Чернобай, Григорий Корнеевич
Григорий Корнеевич Чернобай (5 декабря 1915, с. Песчаное, ныне Золотоношского р-на Черкасской обл. — 25 декабря 1995, Севастополь) — советский военачальник, вице-адмирал (1963); кандидат военно-морских наук (1974).

## Биография
Окончил 2 курса Химико-технологического техникума в г. Харькове (1931-1933),  ВВМУ им. М. В. Фрунзе (1936-1940), основной факультет Военно-морской академии им. К. Е. Ворошилова с золотой медалью (1953-1956).
По окончании ВВМУ им. М. В. Фрунзе  назначен командиром боевой части-1 сторожевого корабля «Смерч» (1940-1941), затем эсминца «Охотник» (1941) и «Гремящий» (1941). Во время Великой Отечественной войны был помощником командира сторожевого корабля «Смерч» Северного флота (1941), командиром тральщика № 4 Пятого дивизиона тральщиков (1941-1942), помощником командира эсминца «Валериан Куйбышев» (1942-1943). 
Закончил войну командиром эсминца «Жгучий» (1944-1946). После войны был командиром эсминца «Разумный» (12.1946-08.1947), эсминца «Баку» (1947-1949), начальником штаба 20-го дивизиона эсминцев (1950-1953) Северного флота, командиром эскадры Тихоокеанского флота (1956 - 1961). Затем с 1961 по 1964 возглавлял группу советских военных специалистов в Индонезии.
В 1964 -1967 был начальником штаба - заместителем командующего и членом Военного Совета Черноморского флота. Большое внимание уделял подготовке и отработке организации высадки морских десантов оперативного масштаба как силами флота самостоятельно, так и совместно с ВМФ НРБ. При Чернобае началось несение боевой службы кораблями флота в Средиземном море. Возглавлял визиты кораблей Черноморского флота в Порт-Саид (сентябрь 1965) и Александрию (август 1966). В 1967-1971 был командиром Каспийской флотилии, затем  старшим военным советником командующего ВМФ Египта (1971-1972). С 1972 по 1976 - заместитель начальника Военно-морской академии, начальник Академических курсов офицерского состава при ней. В июле 1976 уволен в запас по состоянию здоровья. 
Член КПСС с 1940. Контр-адмирал (6.4.1957), вице-адмирал (22.2.1963). Похоронен в Севастополе на новом городском кладбище (пятый километр Балаклавского шоссе  - "Кальфа") .

## Отзывы
Тов. Чернобай Григорий Корнеевич работал Старшим группы советских военных специалистов с сентября 1961 года по май 1964 года. За этот период советские военные специалисты под его руководством выполнили большую работу по оказанию практической помощи индонезийцам в освоении поставляемой Советским Союзом военной техники, а также ее боевого применения, подготовки индонезийских военных кадров и на этой основе содействовали дальнейшему укреплению и расширению дружеских связей между советским и индонезийским народами.
Руководил работой по выработке рекомендаций индонезийской стороне по вопросам строительства Вооруженных Сил, применения оружия и боевой техники».— Из характеристики Г. К. Чернобая (1964); цит. по: Лурье В. М. Адмиралы и генералы Военно-морского флота СССР: 1946-1960. — М.: Кучково поле, 2007. С. 241

Могила Чернобая на кладбище «Кальфа» в Севастополе.

## Награды
- 5 Орденов Красного Знамени (1950, 1956, 1963, 1964)
- 2 Ордена Отечественной войны I ст. (1945, 1985)
- 3 Ордена Красной Звезды (1951, 1968)
- Орден «Священная звезда» (Индонезия) (1964)
- Именное оружие (1965)
- Орден Республики (Египет) (1972)
- Медали

## Семья
- Сын - Чернобай Сергей Григорьевич (род. 1951), офицер ВМФ.